# Lista zawodowych mistrzów świata wagi lekkośredniej w boksie
Waga lekkośrednia jest jedną z ostatnich wprowadzonych kategorii boksu zawodowego. Została wprowadzona w roku 1962 przez WBA a następnie WBC (1963), IBF (1984) i WBO (1988). Jej limit wynosi 154 funty (69,9 kg).
Pierwszym mistrzem świata był od roku 1962 Amerykanin Denny Moyer. Do roku 1975 był uznawany jeden uniwersalny mistrz świata. Po powstaniu nowych organizacji boksu zawodowego,  każda uznaje swoich mistrzów świata i prowadzi własne listy bokserów ubiegających się o tytuł. Poniżej zestawiono mistrzów świata czterech podstawowych organizacji boksu zawodowego:
- World Boxing Association (WBA) powstała w roku 1962 na bazie istniejącej od 1921 roku National Boxing Association (NBA),
- World Boxing Council (WBC) założona w roku 1963,
- International Boxing Federation (IBF) założona w 1983,
- World Boxing Organization (WBO) założona w roku 1988.

| Zdobycie tytułu | Utrata tytułu        | Mistrz                  | Mistrz                               | Organizacja             | Obrona tytułu |
| --- | -------------------- | ----------------------- | ------------------------------------ | ----------------------- | ------------- |
| 20 października 1962 | 19 lutego 1963       | Denny Moyer             | Stany Zjednoczone                    | WBA                     | 0             |
| Moyer został inauguracyjnym mistrzem WBA zwyciężając Joeya Giambrę. Po pokonaniu 19 lutego 1963 Stana Harringtona został również inauguracyjnym mistrzem WBC.                                                  |                      |                         |                                      |                         |               |
| 19 lutego 1963 | 29 kwietnia 1963     | Denny Moyer             | Stany Zjednoczone                    | Uniwersalny (WBA i WBC) | 0             |
| 29 kwietnia 1963 | 7 lipca 1963         | Ralph Dupas             | Stany Zjednoczone                    | Uniwersalny             | 1             |
| 7 lipca 1963 | 18 czerwca 1965      | Sandro Mazzinghi        | Włochy                               | Uniwersalny             | 3             |
| 18 czerwca 1965 | 25 czerwca 1966      | Nino Benvenuti          | Włochy                               | Uniwersalny             | 1             |
| 25 czerwca 1966 | 26 maja 1968         | Kim Ki-soo              | Korea Południowa                     | Uniwersalny             | 2             |
| 26 maja 1968 | listopad 1968        | Sandro Mazzinghi        | Włochy                               | Uniwersalny             | 1             |
| Mazzinghi 25 października 1968 w walce z Freddiem Little’em został zdyskwalifikowany za niedozwolone uderzenie. Decyzja ta została zmieniona, a walka uznana za ”nieodbytą”, jednak tytułu mu nie przywrócono. |                      |                         |                                      |                         |               |
| 17 marca 1969 | 9 lipca 1970         | Freddie Little          | Stany Zjednoczone                    | Uniwersalny             | 2             |
| 9 lipca 1970 | 31 października 1971 | Carmelo Bossi           | Włochy                               | Uniwersalny             | 1             |
| 31 października 1971 | 4 czerwca 1974       | Kōichi Wajima           | Japonia                              | Uniwersalny             | 6             |
| 4 czerwca 1974 | 21 stycznia 1975     | Oscar Albarado          | Stany Zjednoczone                    | Uniwersalny             | 1             |
| 21 stycznia 1975 | kwiecień 1975        | Kōichi Wajima           | Japonia                              | Uniwersalny             | 0             |
| Wajima został pozbawiony tytułu przez WBC. |                      |                         |                                      |                         |               |
| kwiecień 1975 | 7 czerwca 1975       | Kōichi Wajima           | Japonia                              | WBA                     | 0             |
| 7 maja 1975 | 13 listopada 1975    | Miguel de Oliveira      | Brazylia                             | WBC                     | 0             |
| 7 czerwca 1975 | 17 lutego 1976       | Jae-Do Yuh              | Korea Południowa                     | WBA                     | 1             |
| 13 listopada 1975 | 18 czerwca 1976      | Elisha Obed             | Bahamy                               | WBC                     | 2             |
| 17 lutego 1976 | 18 maja 1976         | Kōichi Wajima           | Japonia                              | WBA                     | 0             |
| 18 maja 1976 | 8 października 1976  | José Manuel Duran       | Hiszpania                            | WBA                     | 0             |
| 18 czerwca 1976 | 6 sierpnia 1977      | Eckhard Dagge           | Niemcy                               | WBC                     | 2             |
| 8 października 1976 | 5 marca 1977         | Miguel Angel Castellini | Argentyna                            | WBA                     | 0             |
| 5 marca 1977 | 9 sierpnia 1978      | Eddie Gazo              | Nikaragua                            | WBA                     | 3             |
| 6 sierpnia 1977 | 4 marca 1979         | Rocky Mattioli          | Włochy                               | WBC                     | 2             |
| 9 sierpnia 1978 | 24 października 1979 | Masashi Kudo            | Japonia                              | WBA                     | 3             |
| 4 marca 1979 | 23 maja 1981         | Maurice Hope            | Wielka Brytania                      | WBC                     | 3             |
| 24 października 1979 | 25 czerwca 1981      | Ayub Kalule             | Uganda                               | WBA                     | 4             |
| 23 maja 1981 | 3 grudnia 1982       | Wilfred Benítez         | Portoryko                            | WBC                     | 2             |
| 25 czerwca 1981 | czerwiec 1981        | Sugar Ray Leonard       | Stany Zjednoczone                    | WBA                     | 0             |
| Leonard zwakował tytuł WBA w wadze junior średniej preferując konfrontację z Thomasem Hearnsem o tytuły WBA i WBC w wadze półśredniej.                                                                         |                      |                         |                                      |                         |               |
| 7 listopada 1981 | 2 lutego 1982        | Tadashi Mihara          | Japonia                              | WBA                     | 0             |
| 2 lutego 1982 | 16 czerwca 1983      | Davey Moore             | Stany Zjednoczone                    | WBA                     | 3             |
| 3 grudnia 1982 | 1986                 | Thomas Hearns           | Stany Zjednoczone                    | WBC                     | 4             |
| Hearns zwakował tytuł WBC przechodząc do wyższych kategorii wagowych. |                      |                         |                                      |                         |               |
| 16 czerwca 1983 | 1984                 | Roberto Durán           | Panama                               | WBA                     | 0             |
| Durán został pozbawiony tytułu za odmowę walki z oficjalnym pretendentem Mikiem McCallumem. |                      |                         |                                      |                         |               |
| 11 marca 1984 | 2 listopada 1984     | Mark Medal              | Stany Zjednoczone                    | IBF                     | 0             |
| 19 października 1984 | 1987                 | Mike McCallum           | Jamajka                              | WBA                     | 6             |
| McCallum zdobył wakujący tytuł WBA zwyciężając Seana Manniona. Pozostawił tytuł wakujący przechodząc do kategorii średniej.                                                                                    |                      |                         |                                      |                         |               |
| 2 listopada 1984 | 1986                 | Carlos Santos           | Portoryko                            | IBF                     | 1             |
| Santos zwakował tytuł IBF. |                      |                         |                                      |                         |               |
| 4 czerwca 1986 | 27 czerwca 1987      | Buster Drayton          | Stany Zjednoczone                    | IBF                     | 2             |
| Drayton zdobył wakujący tytuł IBF zwyciężając niejednogłośnie na punkty Carlosa Santosa. |                      |                         |                                      |                         |               |
| 5 grudnia 1986 | 12 lipca 1987        | Duane Thomas            | Stany Zjednoczone                    | WBC                     | 0             |
| 27 czerwca 1987 | 4 listopada 1988     | Matthew Hilton          | Kanada                               | IBF                     | 1             |
| 12 lipca 1987 | 2 października 1987  | Lupe Aquino             | Meksyk                               | WBC                     | 0             |
| 2 października 1987 | 8 lipca 1988         | Gianfranco Rosi         | Włochy                               | WBC                     | 1             |
| 21 listopada 1987 | listopad 1990        | Julian Jackson          | Wyspy Dziewicze Stanów Zjednoczonych | WBA                     | 3             |
| Jackson zdobył wakujący tytuł zwyciężając In-Chul Baeka. Pozostawił wakujący tytuł zostając 24 listopada 1990 mistrzem WBC w wadze średniej.                                                                   |                      |                         |                                      |                         |               |
| 8 lipca 1988 | 11 lutego 1989       | Donald Curry            | Stany Zjednoczone                    | WBC                     | 0             |
| 4 listopada 1988 | 5 lutego 1989        | Robert Hines            | Stany Zjednoczone                    | IBF                     | 0             |
| 8 grudnia 1988 | październik 1993     | John David Jackson      | Stany Zjednoczone                    | WBO                     | 6             |
| Jackson został inauguracyjnym mistrzem WBO po zwycięstwie nad Lupe Aquino. Zrezygnował z tytułu przechodząc do kategorii średniej.                                                                             |                      |                         |                                      |                         |               |
| 5 lutego 1989 | 15 lipca 1989        | Darrin Van Horn         | Stany Zjednoczone                    | IBF                     | 0             |
| 11 lutego 1989 | 8 lipca 1989         | René Jacquot            | Francja                              | WBC                     | 0             |
| 8 lipca 1989 | 31 marca 1990        | John Mugabi             | Uganda                               | WBC                     | 0             |
| 15 lipca 1989 | 17 września 1994     | Gianfranco Rosi         | Włochy                               | IBF                     | 11            |
| 31 marca 1990 | 18 grudnia 1993      | Terry Norris            | Stany Zjednoczone                    | WBC                     | 10            |
| 23 lutego 1991 | 1 października 1991  | Gilbert Delé            | Francja                              | WBA                     | 1             |
| 1 października 1991 | 1992                 | Vinny Pazienza          | Stany Zjednoczone                    | WBA                     | 0             |
| Pazienza pozostawił wakujący tytuł przechodząc do wyższych kategorii wagowych. |                      |                         |                                      |                         |               |
| 21 grudnia 1992 | 4 marca 1995         | Julio César Vásquez     | Argentyna                            | WBA                     | 10            |
| Vásquez zdobył wakujący tytuł zwyciężając Hitoshi Kamiyamę. |                      |                         |                                      |                         |               |
| 30 października 1993 | 22 listopada 1995    | Verno Phillips          | Belize                               | WBO                     | 4             |
| 18 grudnia 1993 | 7 maja 1994          | Simon Brown             | Jamajka                              | WBC                     | 1             |
| 7 maja 1994 | 12 listopada 1994    | Terry Norris            | Stany Zjednoczone                    | WBC                     | 0             |
| 17 września 1994 | 12 sierpnia 1995     | Vincent Pettway         | Stany Zjednoczone                    | IBF                     | 1             |
| 12 listopada 1994 | 19 sierpnia 1995     | Luis Santana            | Dominikana                           | WBC                     | 1             |
| 4 marca 1995 | 1995                 | Pernell Whitaker        | Stany Zjednoczone                    | WBA                     | 0             |
| Whitaker natychmiast po zdobyciu tytułu zwakował go będąc równocześnie mistrzem WBC w wadze półśredniej. |                      |                         |                                      |                         |               |
| 6 czerwca 1995 | 16 grudnia 1995      | Carl Daniels            | Stany Zjednoczone                    | WBA                     | 0             |
| 12 sierpnia 1995 | 16 grudnia 1995      | Paul Vaden              | Stany Zjednoczone                    | IBF                     | 0             |
| 19 sierpnia 1995 | 16 grudnia 1995      | Terry Norris            | Stany Zjednoczone                    | WBC                     | 2             |
| 22 listopada 1995 | luty 1996            | Paul Jones              | Wielka Brytania                      | WBO                     | 0             |
| Jones został pozbawiony tytułu WBO. |                      |                         |                                      |                         |               |
| 16 grudnia 1995 | marzec 1997          | Terry Norris            | Stany Zjednoczone                    | WBC i IBF               | 4             |
| Norris zrezygnował z tytułu IBF pozostając mistrzem WBC. |                      |                         |                                      |                         |               |
| 16 grudnia 1995 | 21 sierpnia 1996     | Julio César Vásquez     | Argentyna                            | WBA                     | 0             |
| 1 marca 1996 | 17 maja 1996         | Bronco McKart           | Stany Zjednoczone                    | WBO                     | 0             |
| 17 maja 1996 | 22 sierpnia 1998     | Ronald Wright           | Stany Zjednoczone                    | WBO                     | 3             |
| 21 sierpnia 1996 | 6 marca 1999         | Laurent Boudouani       | Francja                              | WBA                     | 4             |
| marzec 1997 | 6 grudnia 1997       | Terry Norris            | Stany Zjednoczone                    | WBC                     | 0             |
| 12 kwietnia 1997 | 6 grudnia 1997       | Raúl Márquez            | Stany Zjednoczone                    | IBF                     | 2             |
| 6 grudnia 1997 | 12 grudnia 1998      | Yory Boy Campas         | Meksyk                               | IBF                     | 3             |
| 6 grudnia 1997 | 29 stycznia 1999     | Keith Mullings          | Jamajka                              | WBC                     | 1             |
| 22 sierpnia 1998 | lipiec 2001          | Harry Simon             | Namibia                              | WBO                     | 4             |
| Simon pozostawił wakujący tytuł w wadze junior średniej zostając 21 lipca 2001 mistrzem tymczasowym WBO w wadze średniej.                                                                                      |                      |                         |                                      |                         |               |
| 12 grudnia 1998 | 2 grudnia 2000       | Fernando Vargas         | Stany Zjednoczone                    | IBF                     | 5             |
| 29 stycznia 1999 | 23 czerwca 2001      | Javier Castillejo       | Hiszpania                            | WBC                     | 5             |
| 6 marca 1999 | 3 marca 2000         | David Reid              | Stany Zjednoczone                    | WBA                     | 2             |
| 3 marca 2000 | 2 grudnia 2000       | Félix Trinidad          | Portoryko                            | WBA                     | 2             |
| 2 grudnia 2000 | 12 maja 2001         | Félix Trinidad          | Portoryko                            | WBA i IBF               | 0             |
| Trinidad zwakował tytuły WBA i IBF w junior średniej zostając 12 maja 2001 mistrzem WBA w wadze średniej. |                      |                         |                                      |                         |               |
| 23 czerwca 2001 | 14 września 2002     | Óscar de la Hoya        | Stany Zjednoczone                    | WBC                     | 1             |
| 22 września 2001 | 14 września 2002     | Fernando Vargas         | Stany Zjednoczone                    | WBA                     | 0             |
| 12 października 2001 | 13 marca 2004        | Ronald Wright           | Stany Zjednoczone                    | IBF                     | 5             |
| 16 marca 2002 | 3 grudnia 2005       | Daniel Santos           | Portoryko                            | WBO                     | 4             |
| 10 sierpnia 2002 | 1 marca 2003         | Santiago Samaniego      | Panama                               | WBA                     | 0             |
| Samaniego z mistrza tymczasowego, został awansowany na pełnoprawnego po tym, jak Vargas unifikując tytuły z De la hoyą zyskał status „Super Champion” .                                                        |                      |                         |                                      |                         |               |
| 14 września 2002 | 13 września 2003     | Óscar de la Hoya        | Stany Zjednoczone                    | WBA Super i WBC         | 1             |
| 13 września 2003 | 13 marca 2004        | Shane Mosley            | Stany Zjednoczone                    | WBA i WBC               | 0             |
| 13 marca 2004 | 5 czerwca 2004       | Ronald Wright           | Stany Zjednoczone                    | WBA Super, WBC i IBF    | 0             |
| Wright został pozbawiony tytułu IBF. |                      |                         |                                      |                         |               |
| maj 2004 | maj 2005             | Ronald Wright           | Stany Zjednoczone                    | WBA Super i WBC         | 1             |
| Wright zrezygnował z tytułów WBA i WBC przechodząc do kategorii średniej. |                      |                         |                                      |                         |               |
| 5 czerwca 2004 | 2 października 2004  | Verno Phillips          | Belize                               | IBF                     | 0             |
| 2 października 2004 | 14 lipca 2005        | Kassim Ouma             | Uganda                               | IBF                     | 1             |
| 21 maja 2005 | 6 maja 2006          | Alejandro García        | Meksyk                               | WBA                     | 1             |
| 14 lipca 2005 | 8 lipca 2006         | Roman Karmazin          | Rosja                                | IBF                     | 0             |
| 13 sierpnia 2005 | 6 maja 2006          | Ricardo Mayorga         | Nikaragua                            | WBC                     | 0             |
| 3 grudnia 2005 | październik 2011     | Serhij Dzyndzyruk       | Ukraina                              | WBO                     | 6             |
| Dzyndzyruk został pozbawiony tytułu mistrza nie mogąc bronić tytułu z Lukasem Konečnym ze względu na kontuzję.                                                                                                 |                      |                         |                                      |                         |               |
| 6 maja 2006 | 5 maja 2007          | Óscar de la Hoya        | Stany Zjednoczone                    | WBC                     | 0             |
| 6 maja 2006 | 6 stycznia 2007      | José Antonio Rivera     | Stany Zjednoczone                    | WBA                     | 0             |
| 8 lipca 2006 | 27 marca 2008        | Cory Spinks             | Stany Zjednoczone                    | IBF                     | 1             |
| 6 stycznia 2007 | 7 lipca 2007         | Travis Simms            | Stany Zjednoczone                    | WBA                     | 0             |
| 5 maja 2007 | lipiec 2007          | Floyd Mayweather Jr.    | Stany Zjednoczone                    | WBC                     | 0             |
| Mayweather zrezygnował z tytułu w wadze junior średniej przystępując do pojedynku z Ricky Hattonem o tytuł WBC w wadze średniej.                                                                               |                      |                         |                                      |                         |               |
| 7 lipca 2007 | 11 lipca 2008        | Joachim Alcine          | Haiti                                | WBA                     | 1             |
| 28 lipca 2007 | 7 czerwca 2008       | Vernon Forrest          | Stany Zjednoczone                    | WBC                     | 1             |
| 27 marca 2008 | listopad 2008        | Verno Phillips          | Belize                               | IBF                     | 0             |
| Phillips zrezygnował z tytułu IBF aby zmierzyć się 29 listopada 2008 z Paulem Williamsem o tytuł mistrza tymczasowego WBO.                                                                                     |                      |                         |                                      |                         |               |
| 7 czerwca 2008 | 14 września 2008     | Sergio Mora             | Stany Zjednoczone                    | WBC                     | 0             |
| 11 lipca 2008 | 14 listopada 2009    | Daniel Santos           | Portoryko                            | WBA                     | 0             |
| 14 września 2008 | 21 maja 2009         | Vernon Forrest          | Stany Zjednoczone                    | WBC                     | 0             |
| Forrest pozbawiony został tytułu nie mogąc go bronić ze względu na przewlekłą kontuzję. |                      |                         |                                      |                         |               |
| 24 kwietnia 2009 | 7 sierpnia 2010      | Cory Spinks             | Stany Zjednoczone                    | IBF                     | 0             |
| 21 maja 2009 | 17 czerwca 2010      | Sergio Gabriel Martínez | Argentyna                            | WBC                     | 0             |
| Martínez od 4 października 2008 był posiadaczem tytułu mistrza tymczasowego. Po odebraniu tytułu Forrestowi został mistrzem pełnoprawnym. Zrezygnował z tytułu przechodząc do wagi średniej.                   |                      |                         |                                      |                         |               |
| 14 listopada 2009 | 5 czerwca 2010       | Jurij Forman            | Izrael                               | WBA                     | 0             |
| 5 czerwca 2010 | wrzesień 2010        | Miguel Angel Cotto      | Portoryko                            | WBA                     | 0             |
| Cotto został awansowany na super mistrza. |                      |                         |                                      |                         |               |
| 7 sierpnia 2010 | 23 lutego 2013       | Cornelius Bundrage      | Stany Zjednoczone                    | IBF                     | 2             |
| wrzesień 2010 | 5 maja 2012          | Miguel Angel Cotto      | Portoryko                            | WBA Super               | 2             |
| 13 listopada 2010 | 8 lutego 2011        | Manny Pacquiao          | Filipiny                             | WBC                     | 0             |
| Pacquiao zrezygnował z tytułu zamierzając walczyć z Shane’em Mosleyem w obronie posiadanego tytułu WBO w wadze półśredniej.                                                                                    |                      |                         |                                      |                         |               |
| 5 lutego 2011 | 20 kwietnia 2013     | Austin Trout            | Stany Zjednoczone                    | WBA                     | 4             |
| Trout zdobył wakujący, po awansie Cotto na super mistrza, tytuł mistrza regularnego WBA zwyciężając Rigoberto Alvareza.                                                                                        |                      |                         |                                      |                         |               |
| 5 marca 2011 | 20 kwietnia 2013     | Saúl Álvarez            | Meksyk                               | WBC                     | 6             |
| Álvarez po pokonaniu Austina Trouta 20 kwietnia 2013 połączył w swoim ręku tytuły mistrzowskie WBA i WBA w kategorii lekkośredniej.                                                                            |                      |                         |                                      |                         |               |
| październik 2011 | czerwiec 2013        | Zaurbek Bajsangurow     | Rosja                                | WBO                     | 1             |
| Bajsangurow od 30 lipca 2011 był mistrzem tymczasowym. Po pozbawieniu tytułu Serhija Dzyndzyruka został mistrzem regularnym. Bajsangurow utracił tytuł z powodu nieaktywności                                  |                      |                         |                                      |                         |               |
| 5 maja 2012 | 14 września 2013     | Floyd Mayweather Jr.    | Stany Zjednoczone                    | WBA Super               | 1             |
| Mayweather po pokonaniu Saúla Álvareza 14 września 2013 połączył w swoim ręku tytuły mistrzowskie WBA Super i WBA w kategorii lekkośredniej.                                                                   |                      |                         |                                      |                         |               |
| 23 lutego 2013 | 14 września 2013     | Ishe Smith              | Stany Zjednoczone                    | IBF                     | 0             |
| 20 kwietnia 2013 | 14 września 2013     | Saúl Álvarez            | Meksyk                               | WBA i WBC               | 0             |
| 14 września 2013 | 11 października 2014 | Carlos Molina           | Meksyk                               | IBF                     | 0             |
| 14 września 2013 | Nadal                | Floyd Mayweather Jr.    | Stany Zjednoczone                    | WBA Super & WBC         | 1             |
| 9 listopada 2013 | Nadal                | Demetrius Andrade       | Stany Zjednoczone                    | WBO                     | 1             |
| Andrade zdobył wakujący tytuł mistrza świata WBO po pokonaniu Vanesa Martirosyana. |                      |                         |                                      |                         |               |
| 7 grudnia 2013 | Nadal                | Erislandy Lara          | Kuba                                 | WBA                     | 2             |
| Lara od 8 czerwca 2013 był mistrzem tymczasowym. Po pokonaniu dotychczasowego mistrza regularnego Saúla Álvareza przez Floyda Mayweathera Jra Lara został mistrzem regularnym.                                 |                      |                         |                                      |                         |               |
| 11 października 2014 | Nadal                | Cornelius Bundrage      | Stany Zjednoczone                    | IBF                     | 0             |